# Mundo Turco
O Mundo Turco (em turco e azeri; türk dünyası, em uzbeque; turk dunyosi, em cazaque; түрік әлемі/türik älemi ), ou turcofonia, é um conceito étnico, geográfico e cultural usado para todos os povos turcos no final do século 20 e no século 21.  Referem-se ao conjunto de países e territórios que falam línguas túrquicas que distribuem-se geograficamente, da Europa Oriental ao norte do Oriente Médio e toda a Ásia Central. Do noroeste e do centro da China até as regiões do leste e do norte da Sibéria e do Mar Ártico, a norte. É constituído por 6 países independentes e cerca de 22 territórios e regiões em outros países com uma população combinada de aproximadamente 220 milhões de pessoas, abrangendo principalmente a Ásia Central, a Bacia do Volga, a Anatólia e o Cáucaso.
- Conselho Túrquico

Mapa dos países turcos independentes

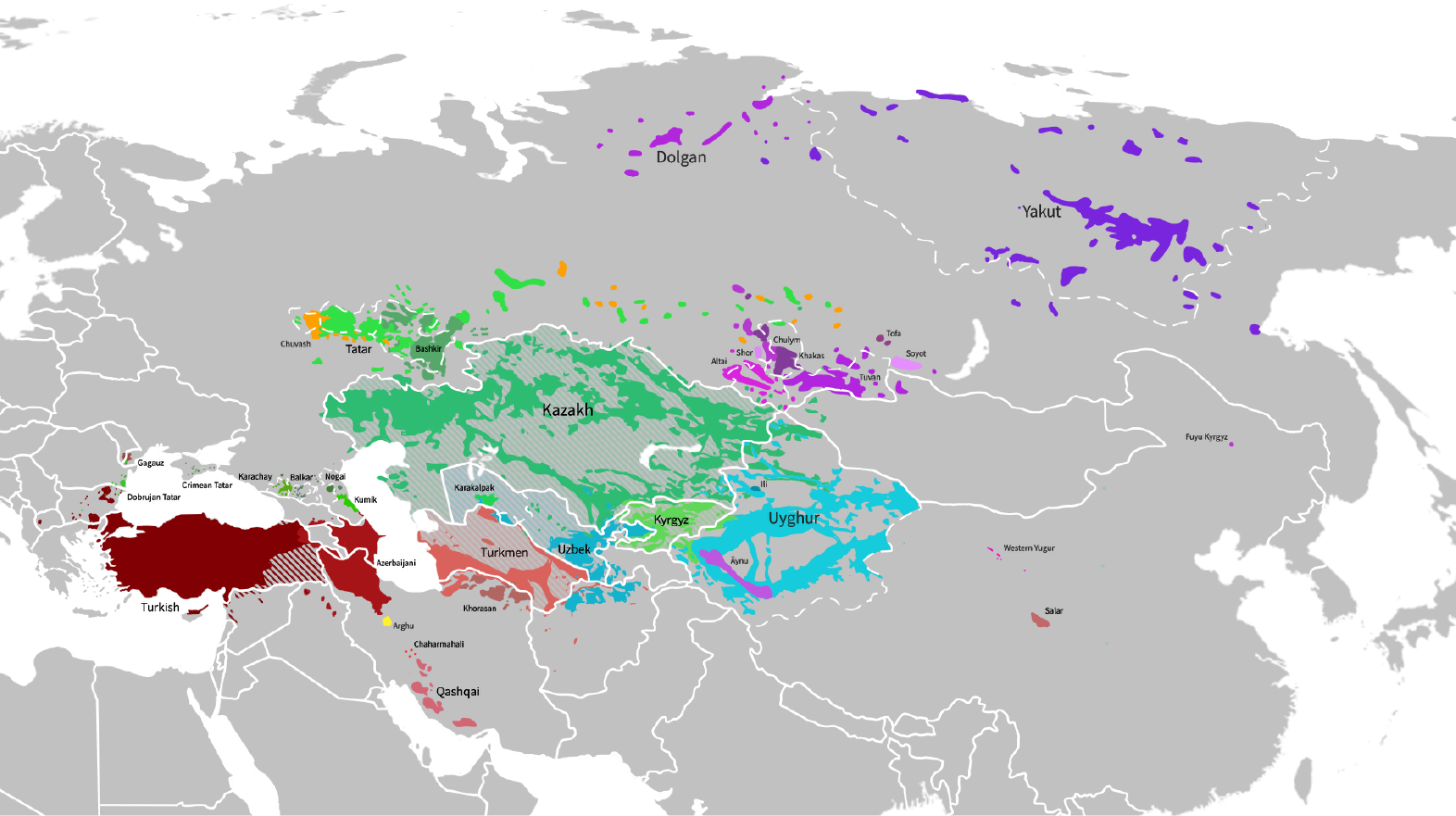
Mapa de distribuição das línguas turcas

- Organização Internacional da Cultura Turca

1. ↑  «TASAM | Türk Dünyası ve Orta Asya Türk Cumhuriyetleri Üzerine Jeopol...». TASAM | Türk Dünyası ve Orta Asya Türk Cumhuriyetleri Üzerine Jeopol... (em turco). Consultado em 20 de fevereiro de 2023
2. ↑  «Turkic peoples | History & Facts | Britannica». www.britannica.com (em inglês). Consultado em 20 de fevereiro de 2023
3. ↑  «Turkic Council's name changed to Organization of Turkic States». www.aa.com.tr. Consultado em 20 de fevereiro de 2023